# Parna turbina
Parna turbina je mehanička sprava koja izdvaja termalnu energiju iz pare pod pritiskom i pretvara je u koristan mehanički rad.
Pripada grupi toplotnih motora, poput motora sa unutrašnjim sagorevanjem (SUS) i parne mašine, koji pretvaraju toplotnu energiju u mehanički rad.
Sa druge strane, parna turbina spada u grupu turbomašina zajedno sa pumpama, ventilatorima, hidrauličnim i gasnim turbinama i turbokompresorima. Uži deo ove grupe predstavlja grupa toplotnih turbomašina koju čine parne i gasne turbine i turbokompresori.
U turbomašinama se rad direktno dobija preko obrtnog kretanja radnih delova kada su u pitanju turbine, ili se pak ulaže putem obrtnog kretanja radi povećanja energije gasa ili tečnosti koja struji kroz mašinu (pumpe, ventilatori, kompresori).
Potrebno je napomenuti da kompresori i pumpe nisu neophodno turbomašine. Postoje klipni kompresori, klipne, zapreminske i zupčaste pumpe. Npr. reč "kompresor" predstavlja namenu uređaja, dok reč "turbo" govori o načinu izvršavanja njegove funkcije.
Parne turbine se koriste za pogon brodova, raznih mašina pri procesima u industriji - pumpi, kompresora, mlinova itd., ali najviše se koriste u energetici za pokretanje električnih generatora u elektranama.
Visok stepen korisnosti postrojenja, velikih snaga, velik odnos snage prema masi mašine, sigurnost u pogonu, visok stepen automatizacije neki su od razloga da parna turbina i danas zauzima vodeće mesto u proizvodnji električne energije.

## Termodinamičke osnove
Dobijanje rada u toplotnim motorima se odvija pomoću radnog tela - fluida (gasa, pare odnosno tečnosti ili mešavine), čijim se promenama stanja u toku procesa od dovedene toplote finalno dobija mehanički rad.
To znači, da bi se pokrenuo toplotni motor mora mu se dovoditi određena količina toplote iz toplotnog izvora, koja se u radnom ciklusu prevodi u koristan rad. Međutim, da bi ovakva mašina davala rad permanentno, posle izvršenog rada mora se jedna količina neiskorišćene toplote odvesti iz procesa da bi se radno telo vratilo u prvobitno stanje i proces počeo iznova. Ovo je direktno povezano sa Drugim zakonom termodinamike iz koga sledi da osim toplotnog izvora, mora postojati i toplotni ponor, kome će se predati jedan deo toplote koja predstavlja čist, ali i neizbežan gubitak.
Opšte gledano, svaki termodinamički ciklus toplotnog motora se sastoji iz sabijanja radnog tela, dovođenja toplote, širenja radnog tela (pri čemu se dobija rad) i odvođenja jednog dela toplote. Naravno, za sabijanje radnog tela na početku procesa potrebno je uložiti neki rad. Najjednostavnije je ako se jedan deo dobijenog rada na kraju procesa uloži u to sabijanje, što ostavlja višak, koristan neiskorišćeni rad za pokretanje neke mašine.

## Elementi postrojenja
U parnoj turbini proces započinje uvođenjem vode u pumpu, koja je sabija i diže njen pritisak na željenu vrednost. Zatim se dovodi toplota tako da voda u cevima postrojenja počinje da ključa, i najzad potpuno isparava, čime se dobija suvozasićena para. Ako se nakon toga para još zagreva, kaže se da turbina radi sa pregrejanom parom. Para se zatim uvodi u turbinu i tu predaje deo svoje energije rotoru turbine, pri čemu joj pada pritisak i širi se. Način na koji ona predaje energiju rotoru će biti objašnjen kasnije, ali za sad je dovoljno dati primer vezan za klipne motore: sa jedne strane cilindra imamo zatvoren, zagrejan gas pod visokim pritiskom (produkti sagorevanja), dok je sa druge strane klipa normalan, atmosferski pritisak. Gas pod visokim pritiskom gura klip pri čemu se povećava zapremina u kojoj je on zarobljen, i time se gas širi i hladi. Klip je povezan sa klipnjačom, ova opet sa kolenastim vratilom, i tako sve do točkova, čije okretanje stavlja vozilo u pokret. Znači u ovom slučaju gas u cilindru, preko klipa motora daje koristan rad koji se suprotstavlja otporu kretanja vozila.
Tako para koja je obavila rad izlazi iz turbine raširena i ohlađena (i već delimično kondenzovana), i sada je potrebno dodatno je ohladiti kako bi se vratila u početno stanje i kružni proces mogao krenuti iznova.
Dakle, potreban je ranije spomenuti toplotni ponor, da preuzme ovaj višak energije. U praksi to će najčešće biti okolina, pogotovo za velika postrojenja. Koristeći okolni vazduh ili vodu iz reke hladimo paru sa izlaska iz turbine dok se potpuno ne kondenzuje. Zatim voda može ponovo otići u pumpu. To znači da para na izlasku iz turbine mora biti nešto više temperature od okoline, da bi mogla biti hlađena telima uzetim iz okoline. Ovo direktno određuje veličinu odvedene, "neophodno bačene" toplote. Deo postrojenja gde se radno telo hladi i kondenzuje uz pomoć rashladne vode naziva se kondenzator. U kondenzatoru vlada pritisak dosta ispod atmosferskog, da bi se kondenzovanje pare moglo odvijati na temperaturama jedva nešto višim od temperature okolne (a ne na 100 stepeni Celzijusa kao na atmosferskom pritisku).
Turbine spadaju u protočne mašine koje kontinualno daju rad, za razliku od klipnih motora koji daju rad u "naletima". Radni fluid kod parnih turbina (PT) prima toplotu od spoljnjeg izvora za razliku od, recimo, dizel i benzinskih motora, gde se toplota dovodi iznutra - sagorevanjem goriva u samom radnom telu (vazduhu), tako da PT nije motor sa unutrašnjim sagorevanjem. Takođe parna turbina ima (najčešće) zatvoren ciklus, gde se radno telo iznova vraća u proces po njegovom završetku. Bitno je napomenuti da se pod parom ne misli na vodenu paru i ako je ona najviše u primeni zbog praktičnih razloga dostupnosti i cene. Parne turbine rade sa živinim parama, sa parama freona i drugih rashladnih tečnosti. Teoretski gledano, ciklus se može ostvariti sa parom bilo koje supstance ako bi on bio u granici temperatura izvora i ponora. Ipak, velike industrijske i energetske mašine su projektovane i građene isključivo za rad sa vodom i vodenom parom iz praktičnih razloga.

## Turbopostrojenje i parni blok
Radno telo se zagreva u parnom kotlu gde mu se predaje toplota dobijena sagorevanjem goriva, najčešće fosilnih. U tom slučaju, zagrejani produkti sagorevanja predstavljaju toplotni izvor. Takođe, može se koristiti otpadna toplota od neke druge mašine ili industrijskog procesa. Kod nuklearnih postrojenja voda, odnosno para, zagrevaju se toplotom dobijenom u nuklearnom reaktoru. 
Parna turbina sa kondenzatorom, pumpama, cevovodima i ostalom pratećom opremom se naziva turbopostrojenje. Turbopostrojenje zajedno sa parnim kotlom, odnosno sa kotlovskim postrojenjem naziva se parni blok.

## Istorijski razvoj
Ono što bi se moglo nazvati prvom poznatom parnom turbinom napravio je Heron Aleksandrijski 120 godina pre nove ere. To je bio mali loptasti rezervoar zagrevan plamenom sa dva izbačena mlaznika koji su okretali napravu oko osovine.
Drugu, koja je imala i praktičnu primenu, napravio je apotekar Đovani de Branka 1629. godine i pokretala je apotekarski mlin.
Nastanak i razvoj termodinamike omogućavaju naučni razvoj savremenih toplotnih mašina.
Pojava moderne parne turbine dešava se krajem XIX veka gde je više pronalazača i stručnjaka ostavilo trag.
Engleski inženjer Ser Čarls Parsons patentira svoju reakcionu turbinu 1884. godine, u kojoj je para prerađivana u više koraka.
Tokom 1880-tih, švedski inženjer Gustav de Laval je razvio veći broj reakcionih turbina koje su radile sa 40.000 obrtaja u minuti. Kasnije se okrenuo jednostupanjskim akcionim turbinama kod kojih se para ubrzavala do velikih brzina u konvergentno-divergentnim mlaznicima.
Oko 1900. godine najveća instalisana snaga parne turbine bila je 1.200 kW, dok je deset godina kasnije iznosila 30.000 kW. 
Današnji konvencionalni blokovi velike snage rade na 600 MW, dok blokovi najveće snage dostižu i 1.500 MW.

## Princip rada
Već je napomenuto da se para u turbini prerađuje u jednom ili više koraka i pri tome se u svakom koraku iskoristi jedan deo njene energije. Ovo se obavlja u stupnjevima turbine. Stupanj turbine čine nepokretna rešetka pretkola, pričvršćena za kućište i pokretna rešetka radnog kola, spojena sa vratilom. Pod rešetkom se podrazumeva veći broj identičnih aeroprofila postavljenih na istom međusobnom odstojanju. Kod turbomašina se misli na kružne rešetke, gde su lopatice (aeroprofilna tela) postavljene osnosimetrično. Lopatice radnog kola zajedno sa vratilom čine rotor koji se oslanja na ležišta.
Para pod visokim pritiskom nailazi prvo na nepokretne lopatice pretkola. One skreću struju pare i usmeravaju je pod određenim uglom. Pri tome se kanali između lopatica sužavaju i time se vrši ubrzavanje struje pare. Tako para biva skrenuta i primetno ubrzana. Ukupna energija pare ostaje ista, ali se njena kinetička energija povećala na račun energije usled pritiska i temperature. Tako je para sada raširena, na nižem pritisku i temperaturi nego pre početka procesa. Ovako ubrzana para sada struji preko pokretnih lopatica radnog kola koje je samo skreću. Ova promena smera strujanja pare dovodi do stvaranja sile koja gura lopatice suprotno od pravca promene brzine pare, a pošto se one mogu slobodno okretati sa vratilom, to uzrokuje obrtanje rotora. Para sada izlazi sa manjim pritiskom i temperaturom, što znači da je jedan deo energije predat rotoru kao mehanički rad. Zatim para odlazi u naredni stupanj gde se proces odvija iz početka, i tako sve do poslednjeg stupnja i ulaska u kondenzator.
Prethodno opisan proces se odnosi na akcioni stupanj. Reakcioni stupanj je onaj kod kog se para u radnom kolu ne samo skreće, nego i dodatno ubrzava.
Svaki od ove dve vrste stupnjeva ima svoje mane i prednosti. Akcioni stupnjevi mogu preraditi veću količinu energije pri dobrom stepenu korisnosti, ali se mora pribegavati specijalnim konstrukcijskim rešenjima da bi se smanjio neželjeni prolazak pare kroz zazore između pokretnih i nepokretnih delova, što ga čini i skupljim. Reakcioni stupanj je jednostavniji za izradu ali daje manju količinu rada, pa reakciona turbina mora imati veći broj stupnjeva. Svrha postojanja više stupnjeva je u sledećem: stupanj se može izraditi da ubrzava paru do enormnih brzina i da jedan stupanj prerađuje ogromnu količinu energije; međutim, gubici usled trenja pri ovako velikim brzinama bi bili jako veliki - toliki da bi stupanj radio sa izuzetno niskim stepenom korisnosti.

## Podele
Po načinu strujanja turbine se dele na aksijalne i radijalne, prema smeru strujanja pare u odnosu na osu obrtanja rotora. Kod radijalnih turbina para struji uspravno na osu obrtanja. Sve što je već rečeno se odnosi i na ovaj tip turbine osim što ovde centrifugalna sila igra ulogu i u pojednostavljenom procesu. Samo manje mašine se izvode kao radijalne, dok su velike, energetske, isključivo aksijalnog tipa.
Prema broju stupnjeva, turbomašine se dele na jednostupne i višestupne. Turbine velikih snaga imaju oko 30 stupnjeva.
Kod većih snaga, turbine se grade sa većim brojem oklopa, tako da kod velikih mašina imamo turbinu niskog pritiska, srednjeg pritiska i niskog pritiska sa sopstvenim kućištima i otvorima za zajedničko vratilo. Najveće turbine se grade sa dva vratila i zasebnim generatorima.
Parne turbine, osim što mogu biti kondenzacione, gde para odlazi u kondenzator, mogu biti i protivpritisne. Kod protivpritisnih turbina para na izlasku iz turbine ima dosta višu temperaturu od okoline i koristi se za industrijske procese i grejanje sanitarne vode.

## Stepen korisnog dejstva
Stepen korisnosti toplotnih motora predstavlja odnos dobijenog rada i uložene toplote po jednom ciklusu. Kod konvencionalnih postrojenja on se kreće u rasponu 0.3 -0.4. Povećanje stepena korisnosti nam pruža mogućnost većeg iskorišćenja polazne energije. Stepen korisnosti se može povećavati dovođenjem toplote pri višim temperaturama i pritiscima, što je uslovljeno razvojem novih konstrukcionih materijala. Isto tako, povišenje stepena korisnosti se postiže oduzimanjem jednog dela pare iz turbine za potrebe zagrevanja vode pred ulazak u kotao. Kod konvencijalnih blokova velike snage para na ulazu u turbinu je temperature oko 500 - 550 stepena Celzijusa, sa pritiskom od oko 180 bara.

## Regulacija broja obrtaja
Regulacija broja obrtaja je ključna kod turbina uopšte. Kod puštanja turbine u pogon, nagla promena broja obrtaja može biti fatalna i uzrokovati trajna oštećenja. Pri naglom smanjenju opterećenja bez učešća regulacije dolazi do naglog povećavanja broja obrtaja, sve do razaranja rotora.
Turbine korišćene u energetici su direktno povezane sa generatorima električne energije, što znači da moraju imati tačan broj obrtaja od 50Hz (3000 obrt/min) i moraju biti sinhronizovane sa električnom mrežom. Ovo se odnosi na turbine sa dvopolnim generatorima. Turbine najvećih snaga imaju četvoropolne generatore i moraju se obrtati sa učestalosti od 25Hz.

## Kombinovana proizvodnja električne i toplotne energije
Parne turbine se u energetici često koriste i za proizvodnju toplote, na primer za daljinsko grejanje. Ovo se radi zbog toga što ovakvo postrojenje ima veći ukupan stepen korisnosti proizvodnje toplote i el. energije nego kod slučaja odvojene proizvodnje. Već smo spomenuli protivpritisne turbine kod kojih se sva para uzima iz turbine pri višim temperaturama i koristi se za grejanje i industrijske procese. Često i kondenzaciona postrojenja imaju oduzimanje jednog dela pare za potrebe grejanja pre izlaska iz turbine.

## Perspektiva
Iako parna turbina predstavlja relativno zastareo koncept mehaničke naprave i pri ne tako futurističkim razmatranjima, ona neće biti skoro potisnuta iz energetike. Mnogi napredniji principi dobijanja električne energije imaju ipak niži stepen korisnosti i dosta veću cenu. Čak i kada bude potisnuta u drugi plan, parna turbina će se primenjivati za iskorišćenje otpadne toplote budućih postrojenja. Ovo se odnosi prevashodno na gorive ćelije koje se smatraju izvorom energije budućnosti. Za sada, korišćenjem boljih procesa i razvojem novih tipova nuklearnih reaktora parne turbine ostaju na vodećoj poziciji. Takođe je sve češća njihova upotreba u okviru kombinovanog postrojenja parne i gasne turbine, gde se izduvni gasovi iz gasne turbine, koji su visoke temperature, koriste za zagrevanje radnog tela u parnom postrojenju. Ovakvo postrojenje ima stepen korisnosti oko 0.6 i predstavlja toplotni motor sa najvećim stepenom korisnosti.

## Literatura
- Cotton K.C. (1998). Evaluating and Improving Steam Turbine Performance.
- Parsons Charles A. (1911). The Steam Turbine. University Press, Cambridge.
- Traupel W. (1977). Thermische Turbomaschinen (на језику: German).
- Thurston R. H. (1878). A History of the Growth of the Steam Engine. D. Appleton and Co.